# 烏津 (季斯梅尼齊亞區)
48°59′7″N 24°49′0″E / 48.98528°N 24.81667°E
烏津（烏克蘭語：Узин），是烏克蘭西部的村莊，隸屬伊萬諾-弗蘭科夫斯克州的伊萬諾-弗蘭科夫斯克區。該村面積12.4平方公里，2001年人口927，人口密度每平方公里74.8人。